# Banga (geslacht)
Banga was een Fries geslacht dat bestuurders van Franeker, een bekende geneesheer en juristen voortbracht.

## Geschiedenis
De stamreeks begint met Harmen Sijdses (†1674) die meesterschoenmaker te Sexbierum was. Zijn zoon Sijds (1640-1698) werd lid van de vroedschap van Franeker en was daarmee de eerste bestuurder van die stad uit zijn geslacht.
Het geslacht werd in 1935 opgenomen in het Nederland's Patriciaat.

## Enkele telgen
Sijds Harmens (1640-1698), leerlooier en meesterschoenmaker, lid van de vroedschap van Franeker
- Tjeerd Sijdses (1671-1731), meesterschoenmaker, leerlooier, koopman
  - Sijds Tjeerds Hesinga (1702-1746), leerlooier, lid van de vroedschap (1728) en burgemeester (1732-1746) van Franeker
    - Mr. Tjeerd Sijdses Banga (1741-1810), wijnkoper, lid van de vroedschap van Franeker, gevangen te Leeuwarden wegens patriottische gezindheid (1787-1789)
      - Dr. Jelle Banga (1786-1877), geneesheer, burgemeester van Franeker
        - Aaltje Banga (1809-1840); trouwde in 1837 met mr. Gijsbertus Schot (1810-1889), notaris en Eerste Kamerlid
        - Leonora Johanna Banga (1811-1894); trouwde in 1836 met mr. Pieter Adama Zijlstra (1810-1863), burgemeester
        - Theodora Klazina Banga (1814-1851); trouwde in 1837 met prof. dr. Evert Jan Diest Lorgion (1812-1876), hoogleraar godgeleerdheid
        - Sijdske Banga (1815-1842); trouwde in 1840 met mr. Tjepke Mulier (1815-1883), burgemeester
        - Mr. Klaas Banga (1826-1911), rechter; trouwde in 1856 met zijn nicht Leuwkje Stinstra (1834-1924)

      - Elisabeth Banga (1793-1879), voogdes Klaarkampster Weeshuis; trouwde in 1815 met mr. Joannes Stinstra (1789-1842), plaatsvervangend  vrederechter, griffier vredegerecht en voogd Klaarkampster Weeshuis
        - Leuwkje Stinstra (1834-1924); trouwde in 1856 met haar neef mr. Klaas Banga (1826-1911), rechter